# Avian Island
Avian Island (sinngemäß übersetzt Vogelinsel) ist eine der Adelaide-Insel vorgelagerte kleine Insel im Westen der Marguerite Bay an der Westseite der Antarktischen Halbinsel.
Die nur 49 ha große Insel ist 1,45 km lang und bis zu 800 m breit. Ihre größte Höhe erreicht sie im Süden mit 38,7 m. Sie ist von grob dreieckiger Gestalt, besitzt aber – vor allem im Nordwesten – eine stark gegliederte, felsige Küstenlinie mit zahlreichen vorgelagerten Felseilanden. Im Sommer ist die Insel meist eisfrei. In dieser Zeit gibt es kurzlebige Süßwasserseen, die bis zu einem Hektar groß und bis zu 40 cm tief sein können.
In der Nähe von Avian Island bildet sich regelmäßig eine Polynja aus. Starke Gezeitenströmungen und gelegentliche katabatische Winde von der Adelaide-Insel halten die umliegenden Gewässer über einen Großteil des Jahres eisfrei.
Seit 1991 steht Avian Island unter dem Schutz des Antarktisvertrags, seit 2002 als besonders geschütztes Gebiet ASPA-117. Schutzgrund ist vor allem ihre große Dichte an Meeresvögeln, die hier durch sieben Arten in sehr spezifischen Habitaten als Brutvögel vertreten sind. Im Jahr 2013 nisteten 300 Paare von Blauaugenscharben an den gut entwässerten Nordhängen. Dagegen bilden zerklüftete felsige Bereiche einen geeigneten Lebensraum für hunderte Brutpaare der Buntfuß-Sturmschwalbe. Avian Island besitzt eine der größten Populationen des Riesensturmvogels im südlichen Bereich der Antarktischen Halbinsel. Im Jahr 2013 wurden 470 Brutpaare gezählt. Lange galt die Kolonie von Adeliepinguinen, die die gesamte Nordhälfte der Insel und den mittleren Bereich der Ostküste einnimmt, als die größte an der Antarktischen Halbinsel. Neuere Befunde widersprechen dem, aber im Jahr 2013 wurde eine beachtliche Population von 77.500 Brutpaaren ermittelt. Angezogen von der Kolonie brüten auf Avian Island auch die Antarktik- und Subantarktikskua sowie die Dominikanermöwe.
Die Vegetation auf der Insel ist sehr spärlich. Bisher wurden 9 Arten von Moosen und 11 Flechtenarten identifiziert. Das Moorsichelmoos Warnstorfia fontinaliopsis ist hier am südlichen Rand seines Verbreitungsgebiets. Moosmatten von 100 m² Fläche kommen am Ufer eines kleinen Süßwasserteichs im Osten der Insel vor. In feuchten Bereichen ist die Grünalge Prasiola crispa verbreitet.
Entdeckt wurde Avian Island von der Fünften Französischen Antarktisexpedition (1908–1910) unter der Leitung Jean-Baptiste Charcots. Der Falkland Islands Dependencies Survey besuchte die Insel im Jahr 1948 und benannte sie nach der großen Zahl unterschiedlicher Vogelarten.